# Зимовники (Ростовская область)

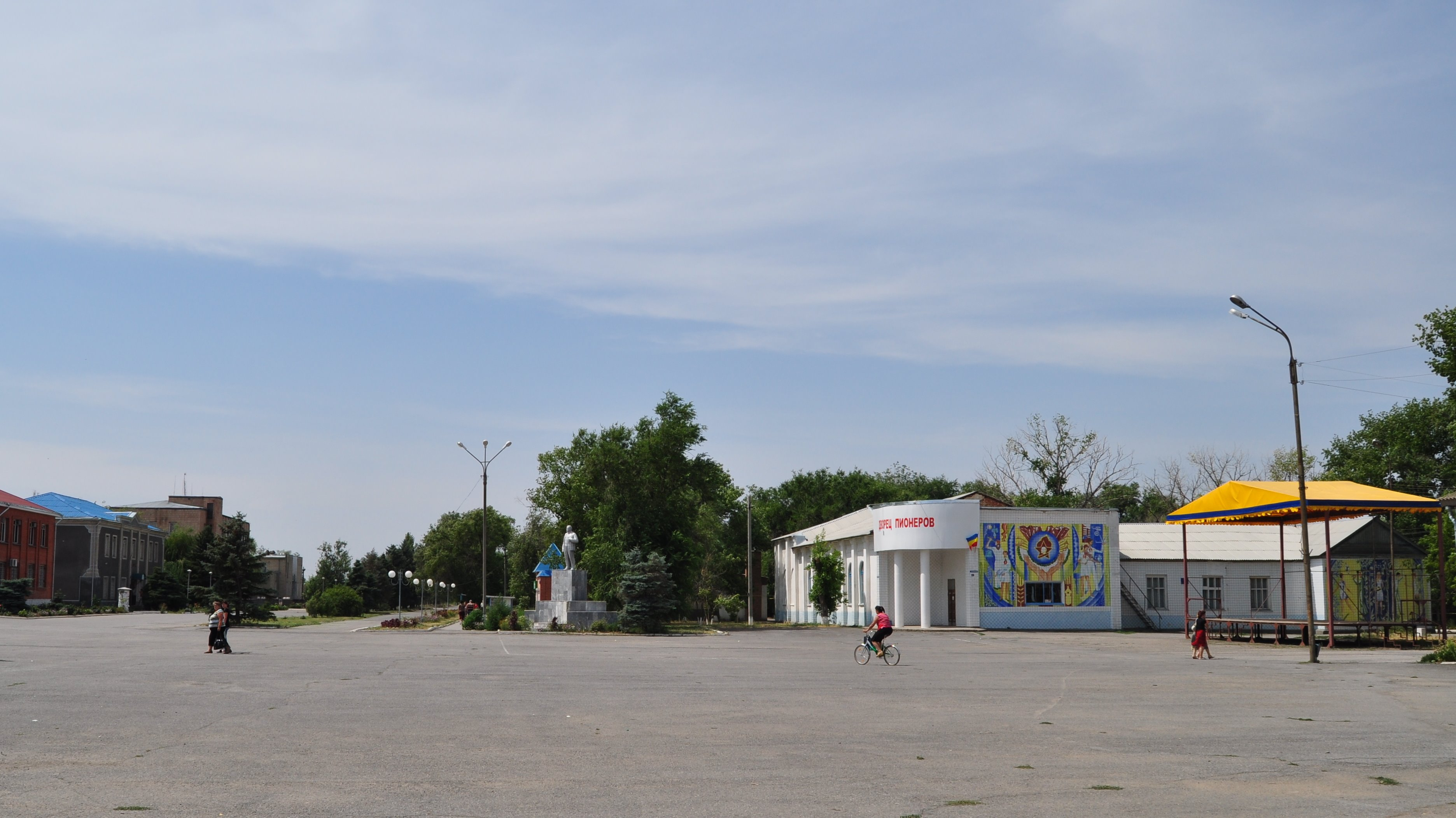
Площадь, дворец пионеров

Зи́мовники — посёлок (до 1992 — посёлок городского типа), административный центр Зимовнико́вского района Ростовской области и Зимовнико́вского сельского поселения.
Площадь посёлка — 17,2 км². Находится в 295 км к востоку от Ростова-на-Дону, на реке Малая Куберле (бассейн Дона).
Население — 18 070 (2010).

## Физико-географическая характеристика
Посёлок расположен на востоке Ростовская области в пределах Сальско-Манычской гряды Ергенинской возвышенности, являющейся частью Восточно-Европейской равнины, на реке Малая Куберле (преимущественно на правом берегу реки), на высоте 58 метров над уровнем моря. Рельеф местности холмисто-равнинный, местность имеет общий уклон по направлению к реке Большая Куберле. Почвы тёмно-каштановые. Почвообразующие породы — глины и суглинки.
По автомобильной дороге расстояние до Ростова-на-Дону составляет 280 км, до ближайшего города Волгодонск — 47 км. Посёлок является важным транспортным узлом. В посёлке расположена станция Зимовники железнодорожной ветки Тихорецкая — Волгоград Северо-Кавказской железной дороги. Через посёлок проходят региональные автодороги Волгоград — Сальск, Волгодонск — Зимовники и Зимовники — Элиста.
Климат
Климат умеренный континентальный (согласно классификации климатов Кёппена-Гейгера — Dfa). Среднегодовая температура воздуха положительная и составляет + 9,4 °C, средняя температура самого холодного месяца января — 4,9 °C, самого жаркого месяца июля + 23,9 °C. Расчётная многолетняя норма осадков — 421 мм. Наименьшее количество осадков выпадает в марте (норма — 27 мм), наибольшее в июне (45 мм) и декабре (43 мм).

## История
История села Зимовники началась в 1898 году и связана со строительством железнодорожной линии «Тихорецкая—Царицын» Владикавказской железной дороги, которая была введена в строй 1 июля 1899 года. На данной дороге появилась станция Калмыцкая, вокруг неё стало расти селение. Окружали его многочисленные места содержания животных, которые именовались зимовниками. Станция и селение стали местом ярмарок по продаже скота, отправки его по железной дороге. В 1904 году станция Калмыцкая переименована в станцию Зимовники.
Тем не менее, до начала 1920-х населённый пункт, возникший при станции, назывался хутор Калмыцкий. Административно хутор Калмыцкий относился к юрту станицы Ново-Алексеевской. Согласно Алфавитному списку населённых мест Области войска Донского в хуторе Калмыцком имелись 349 дворов, мировой судья, судебный следователь, молитвенный дом, почтовое отделение, приходское училище, кирпичный завод, две паровые мукомольные мельницы, проживало 640 души мужского и 701 женского пола.
В 1924 году в составе Сальского округа Донской области был образован Зимовниковский район, посёлок получил статус районного центра. Согласно первой Всесоюзной переписи населения 1926 года в посёлке Зимовники проживало 2885 человек, большинство населения составили украинцы — 1731, и великороссы — 798. Население посёлка быстро росло. Согласно переписи 1939 года в посёлке проживало уже 9439 человек, в том числе 4722 мужчины и 4717 женщин.
С 1928 по 1932 год посёлок также выполнял функции административного центра Калмыцкого района Сальского округа Северо-Кавказского края.
В годы Великой Отечественной войны в районе Зимовники проходили ожесточённые бои. Потерпев поражение в районе Котельниковского, 4-я танковая армия вермахта отходила на рубеж Морозовск — Зимовники, намереваясь на нем остановить наступление войск Южного фронта[89]. 8 января 1943 года 6-й механизированный корпус участвовал в контрударе и освобождении Зимовников, за мужество и героизм личного состава, проявленные при освобождении Зимовников, 6-му механизированному корпусу 9 января 1943 года присвоено почётное наименование «Зимовниковский», и почётное звание «Гвардейский», с преобразованием его в 5-й гвардейский механизированный корпус.

## Население
Динамика численности населения
| 1915 | 1926 | 1939 |
| ---- | ---- | ---- |
| 1341 | 2885 | 9439 |

| 1959 | 1970    | 1979    | 1989    | 2002    | 2010    |
| ---- | ------- | ------- | ------- | ------- | ------- |
| 5614 | ↗15 322 | ↗16 870 | ↗16 934 | ↗17 705 | ↗18 070 |

### Известные жители
- Братишкин, Михаил Иванович (1924—2020) — советский и российский государственный деятель.
- Глущенко, Фёдор Иванович (1944—2017) — дирижёр, народный артист Украинской ССР (1982).
- Ивахненко, Григорий Сергеевич (1902—1956) — работал врачом в посёлке в 1927—1931 гг.; впоследствии — ректор Ростовского государственного медицинского университета (1950—1956).
- Карпенко, Владимир Васильевич (1926—2005) — русский советский писатель, член Союза писателей СССР.
- Гульев, Пётр Павлович (1925—1997) — командир отделения 98-й отдельной гвардейской разведывательной роты 96-й гвардейской стрелковой дивизии (3-й Белорусский фронт, полный кавалер ордена Славы.
- Старцев, Андрей Максимович (1926—2008) — выпускник Зимовниковской школы; член Союза писателей СССР.
- Дьяченко, Андрей Александрович (род. 1982) —  российский военный лётчик, подполковник, Герой Российской Федерации (16.03.2016)

## Экономика
Предприятия в Зимовниках:
- бетонный завод
- элеватор
- Центральный рынок
- Ветряная электростанция
- Молочный завод
- Имеется железнодорожная станция Зимовники на линии «Волгоград—Тихорецкая»

## Достопримечательности
- Зимовниковский краеведческий музей
- Памятник труженикам тыла
- В посёлке расположен памятник — танк Т-34-85 на постаменте
- Церковь Петра и Павла

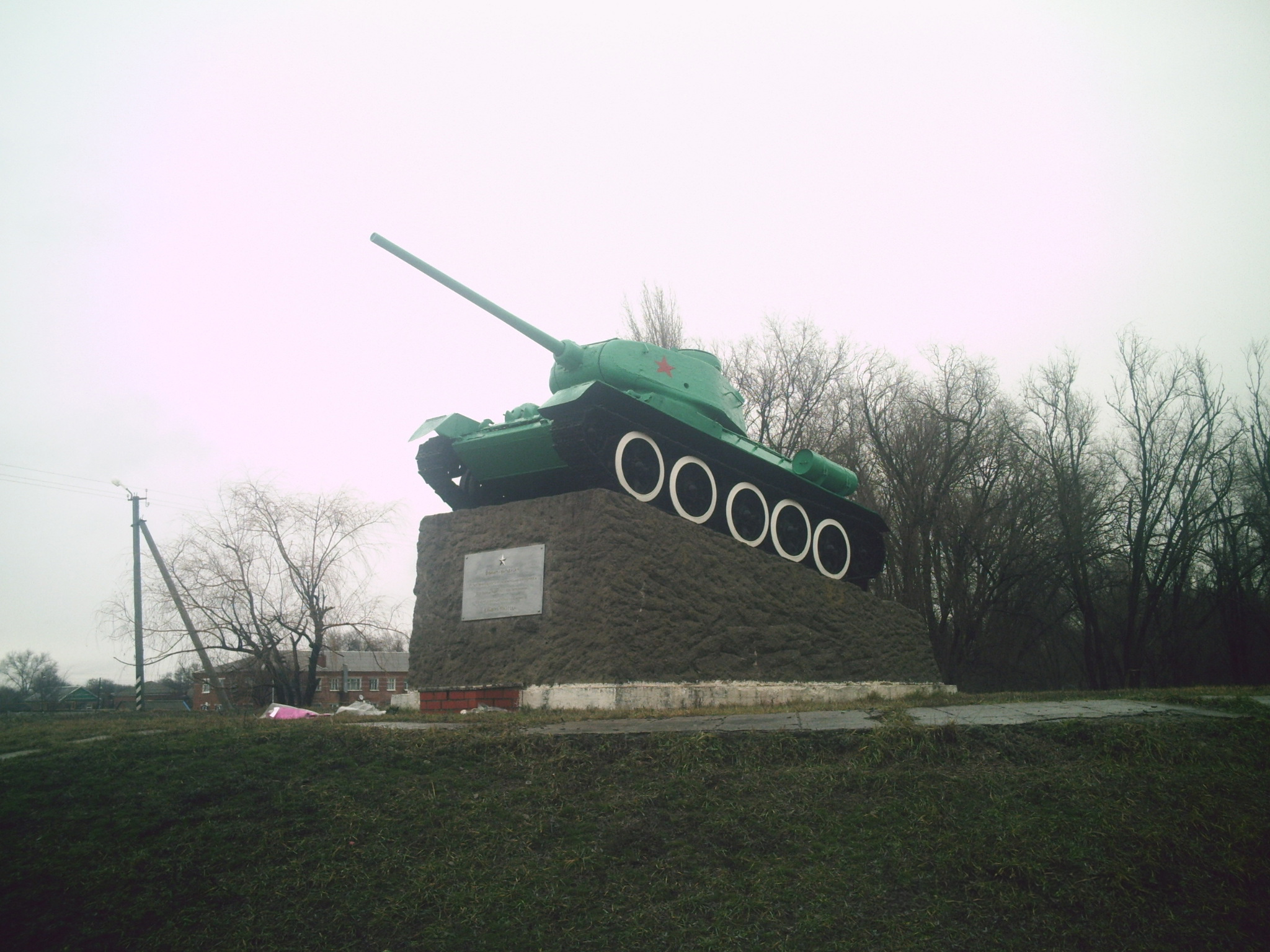
Памятник Т-34-85
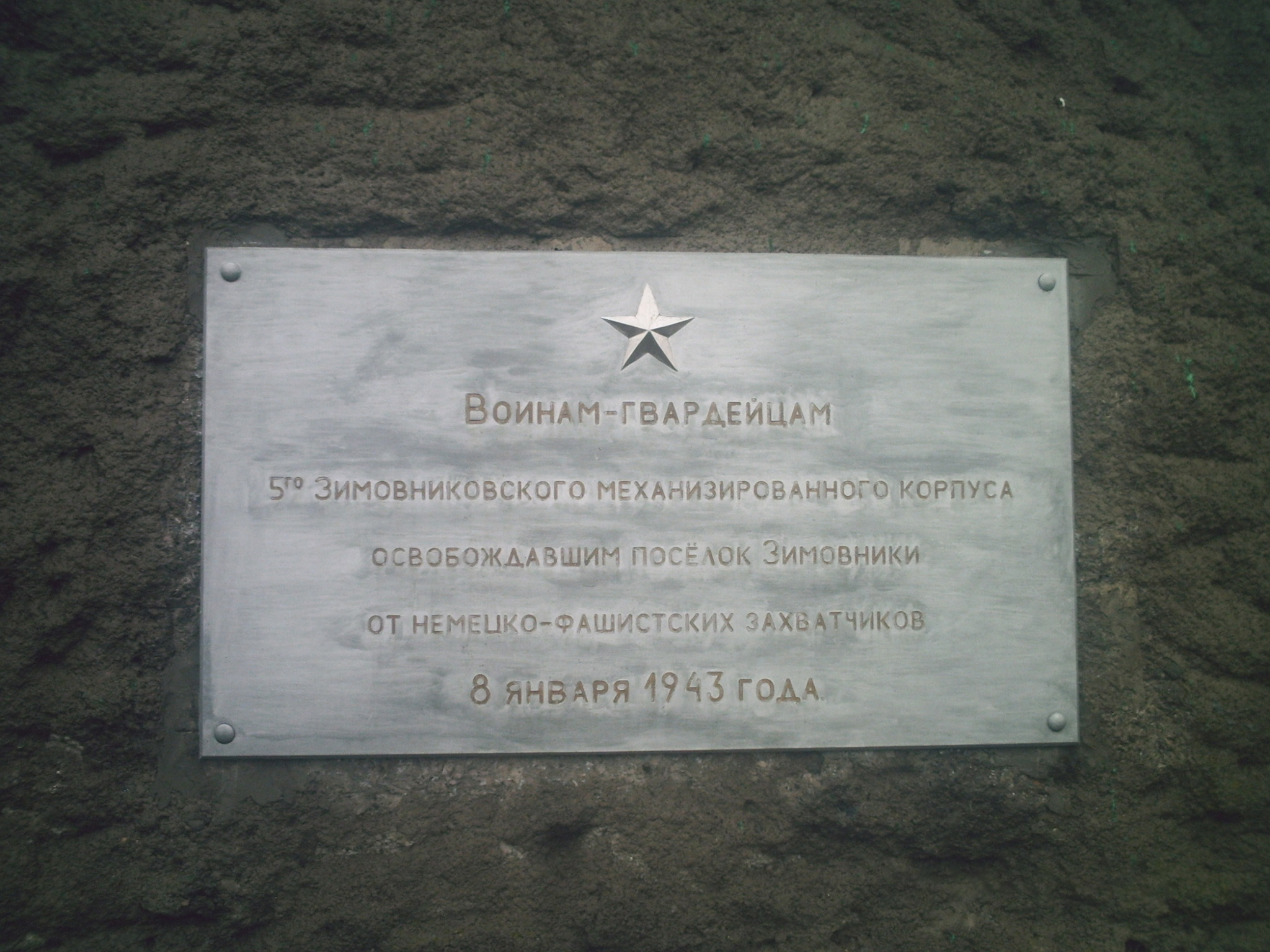
Мемориальная доска воинам-гвардейцам Зимовниковского механизированного корпуса
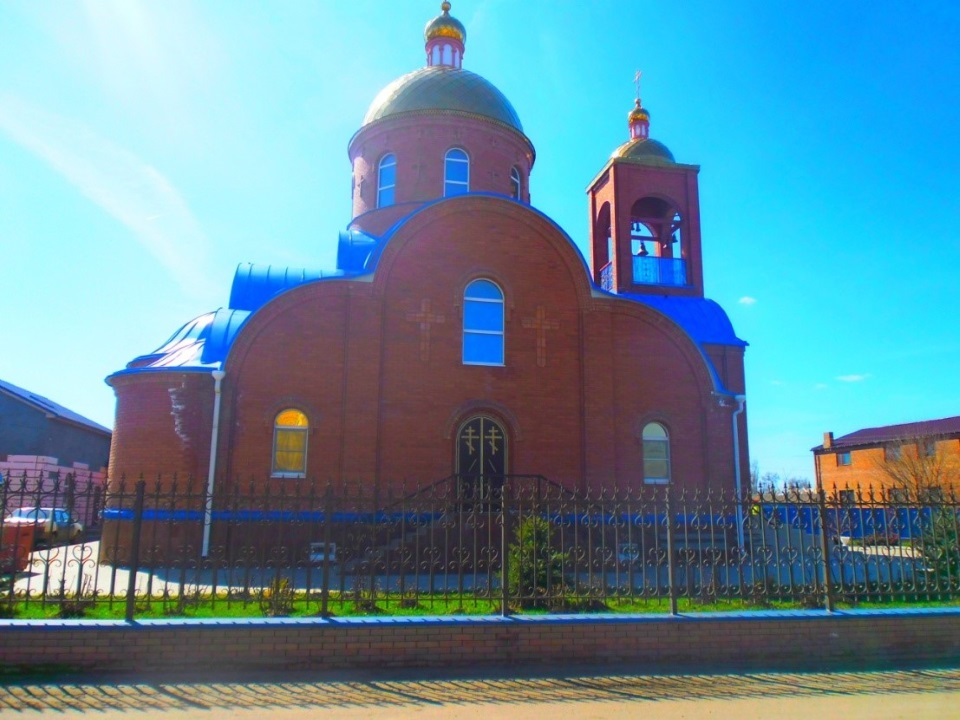
Церковь Петра и Павла